# كويزي أغبس الساق
كويزي أغبس الساق (الاسم العلمي: Cantharellus fuscipes) هو نوع من الفطريات يتبع جنس الكويزي من فصيلة الكويزية.